# Period
Period je u fizici veličina kojom se iskazuje trajanje jednog ciklusa periodične promjene, kao što je npr. harmonijsko titranje. To je najmanji vremenski interval nakon kojeg vremenska funkcija f(t) kojom se ta promjena opisuje poprima iste vrijednosti, tj. za period T vrijedi:
{\displaystyle f(t+T)=f(t)\,}
Mjerna jedinica SI za period je sekunda.

## Odnos prema drugim veličinama
Period titranja frekvencije f:
{\displaystyle T={\frac {1}{f}}}
Period kružnog gibanja kutne brzine ω:
{\displaystyle T={\frac {2\pi }{\omega }}}
Period vala valne duljine λ:
{\displaystyle T={\frac {\lambda }{v}}}
gdje je v fazna brzina vala.